# Сан Паоло Бел Сито
Сан Па̀оло Бел Сѝто (на италиански: San Paolo Bel Sito; на неаполитански: Santu Paolo, Санту Пауло) е малко градче и община в Южна Италия, провинция Неапол, регион Кампания. Разположено е на 50 m надморска височина. Населението на общината е 3546 души (към 2010 г.).